# Andrés Flores Acuña
Andrés Felipe Flores Acuña (La Uruca, San José, 29 de junio de 1986) es un exfutbolista costarricense. Se desempeñó como defensa central y actualmente se encuentra retirado. 
Es hijo del reconocido futbolista costarricense Róger Flores Solano.

## Trayectoria

### Clubes
| Club                                         | País       | Año         |
| -------------------------------------------- | ---------- | ----------- |
| Club Sport Herediano                         | Costa Rica | 2006 - 2007 |
| Asociación Deportiva Santacruceña (Préstamo) | Costa Rica | 2007 - 2008 |
| Club Sport Herediano                         | Costa Rica | 2008 - 2009 |
| Club de Fútbol UCR                           | Costa Rica | 2008 - 2011 |
| Club Sport Cartaginés                        | Costa Rica | 2011 - 2014 |
| Club de Fútbol UCR                           | Costa Rica | 2014 - 2015 |
| Santos de Guápiles                           | Costa Rica | 2016        |

## Palmarés
| Título                                       | Club                  | País       | Año  |
| -------------------------------------------- | --------------------- | ---------- | ---- |
| Sub - Campeón Primera División de Costa Rica | Club Sport Cartaginés | Costa Rica | 2013 |